# Grand Prix Číny
Grand Prix Číny (zjednodušeně čínsky: 中国大奖赛) je závod Formule 1. V současné době koná na okruhu Shanghai International Circuit v Šanghaji, který navrhl Hermann Tilke. Po dokončení v roce 2004, to byl nejdražší okruh Formule 1, který stál 240 milionů dolarů. Trať je dlouhá 5,451 m.

## Historie
Vize čínské Grand Prix začala v roce 1990. Čínská vláda původně plánovala okruhu Formule 1 ve městě Ču-chaj v Kuang-tung provincii (jižní Čína). Zhuhai International Circuit byl navržen, postaven a byl dočasně přidán v roce 1999 do mistrovství světa Formule 1, ale trati se nepodařilo splnit určité standardy stanovené FIA. Nicméně, čínská vláda se nevzdala a nakonec, za pomoci organizátorů Grand Prix Macau (F3), se konal vůbec první závod formule jedna v Číně v roce 2004.
V roce 2002 bylo oznámeno, že řízení Shanghai International Circuit podepsalo 7letou smlouvu s Formula One Management, hostit čínské Grand Prix od roku 2004 až do sezóny 2011. Čínská Grand Prix debutovala 26. září 2004, a první závod vyhrála stáj Ferrari a její jezdec Rubens Barrichello. V dalších letech došlo ke dvěma prodloužením – v únoru 2011 bylo dosaženo dohody, že Čína bude hostit závod F1 do roku 2017 a na podzim roku 2017 podepsal organizátor novou smlouvu na další 3 roky, tedy do roku 2020. 

### Pandemie covidu-19
V roce 2020 byla Velká cena původně naplánována na 19. duben, ale kvůli pandemii covidu-19 byla nejprve odložena a posléze zrušena. Závod se nejel ani v letech 2021, 2022 a 2023.

## Vítězové Grand Prix Číny

### Opakovaná vítězství (jezdci)
| Počet vítězství | Jezdec          | Roky                               |
| --------------- | --------------- | ---------------------------------- |
| 6               | Lewis Hamilton  | 2008, 2011, 2014, 2015, 2017, 2019 |
| 2               | Fernando Alonso | 2005, 2013                         |
| 2               | Nico Rosberg    | 2012, 2016                         |

### Opakovaná vítězství (týmy)
| Počet vítězství | Konstruktér | Roky                               |
| --------------- | ----------- | ---------------------------------- |
| 6               | Mercedes    | 2012, 2014, 2015, 2016, 2017, 2019 |
| 4               | Ferrari     | 2004, 2006, 2007, 2013             |
| 4               | McLaren     | 2008, 2010, 2011, 2025             |
| 3               | Red Bull    | 2009, 2018, 2024                   |

### Opakovaná vítězství (dodavatelé motorů)
| Počet vítězství | Dodavatel | Roky                                                       |
| --------------- | --------- | ---------------------------------------------------------- |
| 10              | Mercedes  | 2008, 2010, 2011, 2012, 2014, 2015, 2016, 2017, 2019, 2025 |
| 4               | Ferrari   | 2004, 2006, 2007, 2013                                     |
| 2               | Renault   | 2005, 2009                                                 |

### Vítězové v jednotlivých letech
| Rok  | Jezdec             | Konstruktér         | Trať    | Výsledky |
| ---- | ------------------ | ------------------- | ------- | -------- |
| 2025 | Oscar Piastri      | McLaren-Mercedes    | Šanghaj | Výsledky |
| 2024 | Max Verstappen     | Red Bull-Honda RBPT | Šanghaj | Výsledky |
| 2019 | Lewis Hamilton     | Mercedes            | Šanghaj | Výsledky |
| 2018 | Daniel Ricciardo   | Red Bull-TAG Heuer  | Šanghaj | Výsledky |
| 2017 | Lewis Hamilton     | Mercedes            | Šanghaj | Výsledky |
| 2016 | Nico Rosberg       | Mercedes            | Šanghaj | Výsledky |
| 2015 | Lewis Hamilton     | Mercedes            | Šanghaj | Výsledky |
| 2014 | Lewis Hamilton     | Mercedes            | Šanghaj | Výsledky |
| 2013 | Fernando Alonso    | Ferrari             | Šanghaj | Výsledky |
| 2012 | Nico Rosberg       | Mercedes            | Šanghaj | Výsledky |
| 2011 | Lewis Hamilton     | McLaren-Mercedes    | Šanghaj | Výsledky |
| 2010 | Jenson Button      | McLaren-Mercedes    | Šanghaj | Výsledky |
| 2009 | Sebastian Vettel   | Red Bull-Renault    | Šanghaj | Výsledky |
| 2008 | Lewis Hamilton     | McLaren-Mercedes    | Šanghaj | Výsledky |
| 2007 | Kimi Räikkönen     | Ferrari             | Šanghaj | Výsledky |
| 2006 | Michael Schumacher | Ferrari             | Šanghaj | Výsledky |
| 2005 | Fernando Alonso    | Renault             | Šanghaj | Výsledky |
| 2004 | Rubens Barrichello | Ferrari             | Šanghaj | Výsledky |